# パス・バスクニャン
パス・バスクニャン (Paz Bascuñán) ことマリア・パス・バスクニャン・アイルウィン（María Paz Bascuñán Aylwin, 1975年6月2日 - ）は、チリの女優。